# Derechos de las mujeres en Mauritania
La lucha por los derechos de las mujeres en Mauritania debe enfrentar problemas que incluyen lamutilación genital femenina, el matrimonio infantil y la poligamia. Se mantiene la penalización del adulterio y los delitos contra la moralidad que hacen difícil que las mujeres puedan denunciar agresiones sexuales. Continúan la práctica esclavista con grave repercusión para las niñas pesar de estar prohibida legalmente desde 1981.
Las mujeres apenas tienen presencia en el espacio público. En 2020 solo hay 5 mujeres entre la treintena de miembros del gabinete gubernamental. Sin embargo algunas mujeres mauritanas han sido pioneras: Naha Mint Seyyidi fue la primera periodista en Mauritania y Naha Mint Mouknass, cuando en 2009 asumió el Ministerio de Asuntos Exteriores de Mauritania no sólo fue la primera mujer en asumir el puesto en su país sino también la primera ministra de exteriores en el mundo árabe.

## Contexto e historia
Mauritania es un país africano y árabe que navega entre la tradición y la modernidad. Fue en 1975, año de la mujer decretado por la ONU cuando por primera vez una mujer, Aissata Kane, accede a una cartera ministerial. En 1979 con la instauración del régimen militar de Khouna Ould Haïdallah se produjo un punto de inflexión. Las mujeres empezaron a asumir puestos en el aparato de Estado a finales de los años 80 periodo en el que empieza a desarrollarse el discurso de la promoción femenina. Acceden a los tradicionales ministerios considerados "femeninos": el de sanidad y el de la condición femenina.

## Datos
Mauritania tiene 3 millones de habitantes. En 2020 el 66% de las mujeres sufren mutilación genital, el 15% son casadas antes de los 18 años y continúa existiendo la esclavitud. El 49% de las mujeres no saben leer o escribir.
Mauritania ocupa el puesto 124 en el índice mundial de igualdad de género con un 45% (mientras menor es el porcentaje, mayor desigualdad) según datos publicados en 2019 por Equal Measures 2030, una coalición de organizaciones entre las que están la Fundación Bill & Melinda Gates y Plan Internacional.

## Demografía
En julio de 2016, la población estimada de Mauritania es de 3.677.293 personas. La edad media de las mujeres mauritanas es de 21,4 años. La esperanza de vida al nacer es de 65,4 años. Los grupos étnicos son: moros negros 40%, moros blancos 30%, mauritanos subsaharianos 30%. Casi toda la población practica el Islam como religión (ver Religión en Mauritania ). La urbanización es del 53,7%.

## Educación

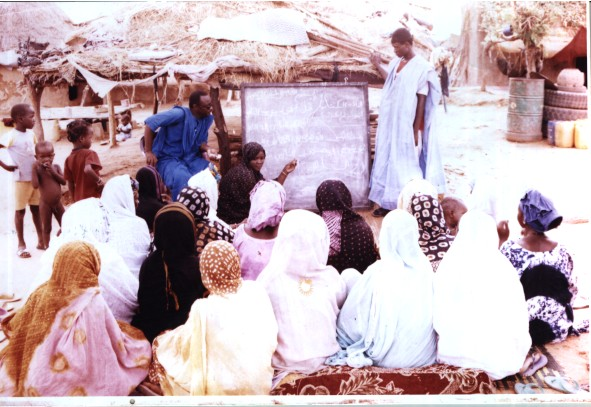
Cursos de alfabetización de adultas en Mauritania

La educación en Mauritania estuvo fuertemente influenciada por el sistema educativo francés . La educación de las niñas todavía se valora menos que la de los niños, y la tasa de alfabetización de las mujeres (de 15 años o mayores) es más baja que la de los hombres: en 2015, la tasa de alfabetización de las mujeres era del 41,6%, en comparación con la tasa de los hombres del 62,6%.

## Participación política
En 1975 por primera vez una mujer formó parte del gobierno en Mauritania, Aissata Kane, fue nombrada ministra de Protección de la familia y de Asuntos Sociales. Activista por los derechos de las mujeres y las niñas, cofundadora en 1961 de la Unión Nacional de Mujeres de Mauritania, Kane luchó para que se introdujera una cuota de representación de mujeres en el Parlamento de Mauritania situada entonces en el 10 %. La Constitución adoptada en junio de 2005 a iniciativa del Consejo militar por la justicia y la democracia (CMJD) establece la cuota del 20 %.
En los parlamentos nacionales las mujeres representan el 18% en 2018 y en las administraciones locales, el 31% en 2016. En 2020 solo hay cinco mujeres en el gobierno de una treintena de ministros
y seis alcaldesas en los 220 ayuntamientos del país.

## Matrimonio infantil
En 2017, el 37% de las niñas en Mauritania se casaron antes de los 18 años. El 14% de las niñas se casa antes de cumplir los 15 años

## Poligamia
La poligamia es legal en Mauritania. Un hombre puede casarse con hasta cuatro mujeres, pero primero debe obtener el consentimiento de su esposa o esposas existentes. La poligamia es común entre la población morisca afro-mauritana y bereber, y ocurre con menos frecuencia entre la población árabe morisca. Una encuesta MICS3 de 2007 informa que el 10,7% de las mujeres de entre 15 y 49 años están en una unión polígama.

## Mutilación genital femenina

Este mapa muestra el % de mujeres y niñas de 15 a 49 años que se han sometido a la MGF. Fuente: UNICEF (2013). Los países grises no fueron encuestados.

A pesar de los intentos en la historia de Mauritania para penalizar esta práctica, la mutilación genital femenina continúa siendo frecuente en Mauritania. Cuando en 1975 la activista Aissata Kane asumió el Ministerio de Protección de la familia y de Asuntos Sociales introdujo la penalización de la práctica. Kane recibió el apoyo de parte de los funcionarios gubernamentales de alto rango, entre ellos el propio presidente Daddah, pero algunas de sus más radicales reformas tuvieron la oposición de los religiosos conservadores.
El 71% de todas las mujeres de entre 15 y 49 años se habían sometido a la mutilación genital femenina en 2001. Un estudio demográfico de grupos de 2007 no encontró cambios en la tasa de prevalencia de la MGF en Mauritania. La MGF tipo II es la más frecuente. Alrededor del 57% de las mujeres de Mauritania creen que la mutilación genital femenina es un requisito religioso.
Mauritania es 99% musulmana. La tasa de prevalencia de la mutilación genital femenina varía según los grupos étnicos: el 92% de las mujeres de soninke son mutiladas y aproximadamente el 70% de las mujeres fulbe y moriscas. El 28% de las mujeres wolof se han sometido a la mutilación genital femenina.  Mauritania ha suscrito tratados internacionales como la CEDAW y al Protocolo de Maputo de África. La ordenanza n ° 2005-015 sobre protección infantil restringe la mutilación genital femenina.

## Alimentación forzada
Leblouh es la práctica de alimentar a la fuerza a niñas desde los cinco años hasta las adolescentes en Mauritania, el Sahara Occidental y el sur de Marruecos, donde la obesidad se considera tradicionalmente deseable. Especialmente frecuente en las zonas rurales y con sus raíces en la tradición tuareg, el leblouh se practica para aumentar las posibilidades de matrimonio en una sociedad en la que un gran volumen corporal solía ser un signo de riqueza. El sinónimo gavage proviene del término francés para la alimentación forzada de gansos para producir foie gras . La práctica de Leblouh ( en árabe: البلوح‎, romanizado: lə-blūḥ    ) es la práctica de alimentar a la fuerza a niñas desde los cinco años hasta la adolescencia en Mauritania, el Sahara Occidental y el sur de Marruecos, donde la obesidad se considera tradicionalmente deseable. La práctica se remonta al siglo XI y se ha informado que ha tenido un resurgimiento significativo en Mauritania después del golpe de Estado en 2008.

## Esclavitud
En 1981, Mauritania se convirtió en el último país del mundo en abolir la esclavitud, sin embargo la práctica persiste con graves consecuencias para niñas y mujeres.

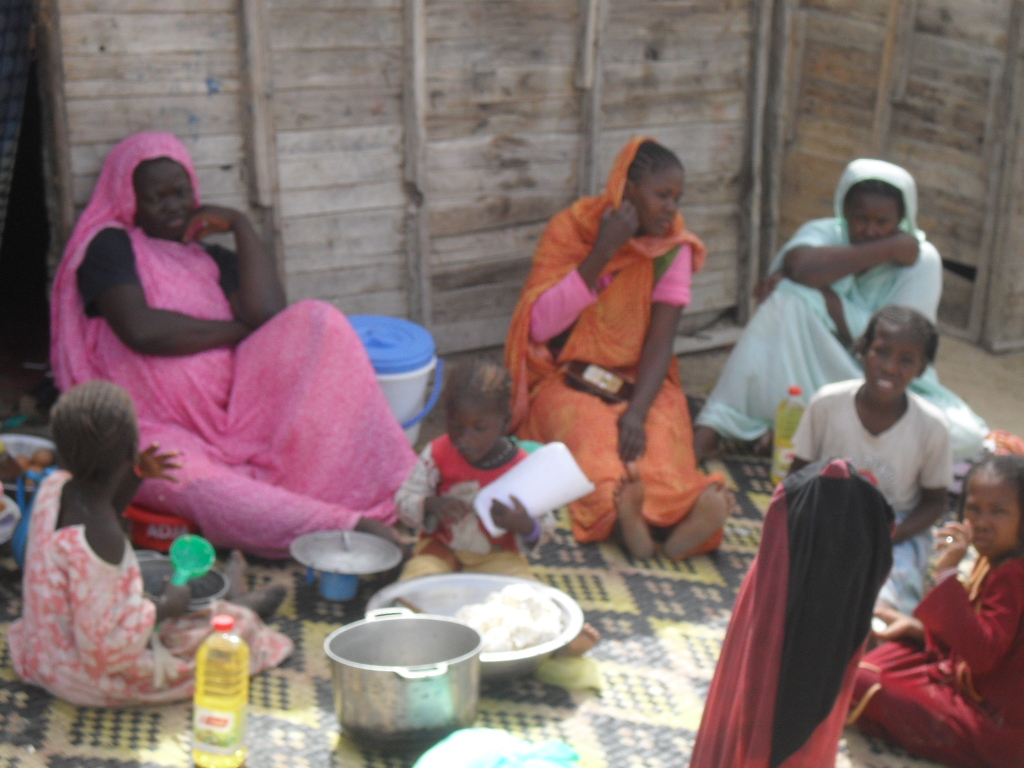
La práctica de la esclavitud está todavía arraigada en Mauritania a pesar de ser ilegal desde 1981.

«Desde los 8 y 9 años las niñas han sido ya violadas varias veces por el dueño, sus hijos, su conductor y su invitado de paso» denuncia Biram Dah Abeid, descendiente de esclavos y activista abolicionista. Esta situación de esclavitud moderna también favorece el matrimonio de niñas y adolescentes especialmente las hijas de madres esclavas.
La condición de esclavitud se hereda por línea materna por lo que las mujeres en edades reproductivas. El problema está estrechamente vinculado a la composición étnica del país y afecta especialmente a los haratin.
En 2007 bajo presión internacional el gobierno aprobó una ley para considerar ilegal esta práctica, actualizada en 2015 que permite juzgar a los esclavistas sin embargo continúa la impunidad y apenas hay procesos por esta práctica.
Según el índice mundial de esclavitud se estima que existen